# Peritrechus lundii
Peritrechus lundii ist eine Wanze aus der Familie der Rhyparochromidae.

## Merkmale
Die Wanzen werden 4,2 bis 4,9 Millimeter lang. Arten der Gattung Peritrechus besitzen nur einen oder zwei Sporne an den Schenkeln (Femora) der Vorderbeine. Wie auch bei der Gattung Scolopostethus tragen sie einen blassen Fleck an beiden Seiten des Pronotums, der teilweise aber nicht gut zu erkennen ist. Die Art ist durch einen weißen Fleck auf den Spitzen der Membranen der Hemielytren und den auffallend gekielten Seiten des Pronotums bestimmbar. Die basale Hälfte des zweiten Fühlerglieds ist blass und die Schenkel der Vorderbeine tragen nur einen einzelnen Sporn.

## Verbreitung und Lebensraum
Die Art ist vor allem in Europa verbreitet und kommt von Nordafrika bis in den äußersten Süden Skandinaviens und auf den Britischen Inseln vor. Östlich erstreckt sich das Verbreitungsgebiet bis um das Schwarze Meer. Die Art ist in Deutschland weit verbreitet, aber nur lokal häufiger. Sie ist besonders im norddeutschen Tiefland selten und dort häufig nur von historischen Funden dokumentiert. In Österreich tritt sie nur lokal auf und ist selten. In Großbritannien ist sie weit verbreitet, tritt aber nur lokal auf. Sie ist im Süden aber häufiger und fehlt in den höheren Lagen. Besiedelt werden warme, offene bis halbschattige Gebiete mit artenreicher Krautschicht, wie etwa Calluna-Heiden, Grasheiden, Waldränder und -lichtungen, aber auch Ruderalflächen und Brachen. In der Regel finden sich an allen besiedelten Standorten zumindest in der Nähe Gehölze.

## Lebensweise
Die Tiere leben in der Bodenstreu und klettern nur selten bei hohen Temperaturen auf die Pflanzen. Nahrungspflanzen sind von verschiedenen Familien dokumentiert, sodass davon auszugehen ist, dass die Art polyphag ist. Dokumentiert sind Hornkräuter (Cerastium), Artemisia, Fetthennen (Sedum), Klee (Trifolium), Heidekräuter (Erica), Ackerfrauenmantel (Aphanes) und Brennnesseln (Urtica). Im Mai wurden die Wanzen beim Fliegen beobachtet. Die Imagines überwintern und werden wieder in der Paarungszeit im April bis Juni aktiv.

## Belege